# Li Xiaolu

Li Xiaolu (também conhecida como Lulu e Jacqueline Li) (em chinês: 李小璐; pinyin: Lǐ Xiǎolù; nascida em 30 de setembro de 1978) é uma premiada atriz chinesa, mais conhecida por seu papel em estreia na direção de Joan Chen na qual a atriz ganhou dois prêmios: Xiu Xiu: The Sent Down Girl.
Li nasceu em Pequim, China. Recentemente, ela estrelou em filmes como Rainbow (2005, juntamente com Chen Daoming) de Gao Xiaosong, About Love (2005, junto com Takashi Tsukamoto), e Blood Brothers (2007, juntamente com Daniel Wu, Ye Liu, Qi Shu e Chen Chang) de Alexi Tan. Com a mais recente sendo Love At Seventh Sight (2009, ao lado de Mike He).

## Filmografia
| Ano  | Título                                                 | Papel                  | Notas                                                                  |
| ---- | ------------------------------------------------------ | ---------------------- | ---------------------------------------------------------------------- |
| 1998 | Xiu Xiu: The Sent Down Girl 天浴                       | Wenxiu                 | Golden Horse Award de Melhor Atriz Paris Film Festival de Melhor Atriz |
| 2001 | All the Misfortunes Caused by the Angel 都是天使惹的祸 | Lin Xiaoru             |                                                                        |
| 2001 | Taiji Prodigy 少年张三丰                               | Ming Daohong           |                                                                        |
| 2002 | The Legendary Siblings 2 絕世雙驕                      | Ziyan                  |                                                                        |
| 2004 | The Dragon Heroes 赤子乘龙                             | Shui Linglong / Feicui |                                                                        |
| 2005 | About Love 關於愛                                      | Yun                    |                                                                        |
| 2005 | Rainbow 我心飞翔                                       | Hong                   |                                                                        |
| 2006 | Eight Heroes 八大豪侠                                  | Le Qianqian            |                                                                        |
| 2007 | Blood Brothers 天堂口                                  | Su Zhen                |                                                                        |
| 2008 | Desires of the Heart 桃花运                            |                        |                                                                        |
| 2009 | Push                                                   | Garota Pop             |                                                                        |
| 2009 | One Night in Supermarket                               |                        |                                                                        |
| 2009 | Love At Seventh Sight 7天愛上你                        | Yanqing / Baiye        |                                                                        |
| 2010 | Lost on Journey                                        |                        |                                                                        |
| 2010 | The Haunting Lover                                     |                        |                                                                        |
| 2011 | Beauty World 唐宫美人天下                              | Helan Xin'er           |                                                                        |
| 2012 | Mission: Rescue                                        |                        |                                                                        |
| 2013 | Personal Tailor                                        |                        |                                                                        |
| 2014 | Forbidden Kiss                                         |                        |                                                                        |